# Pareo

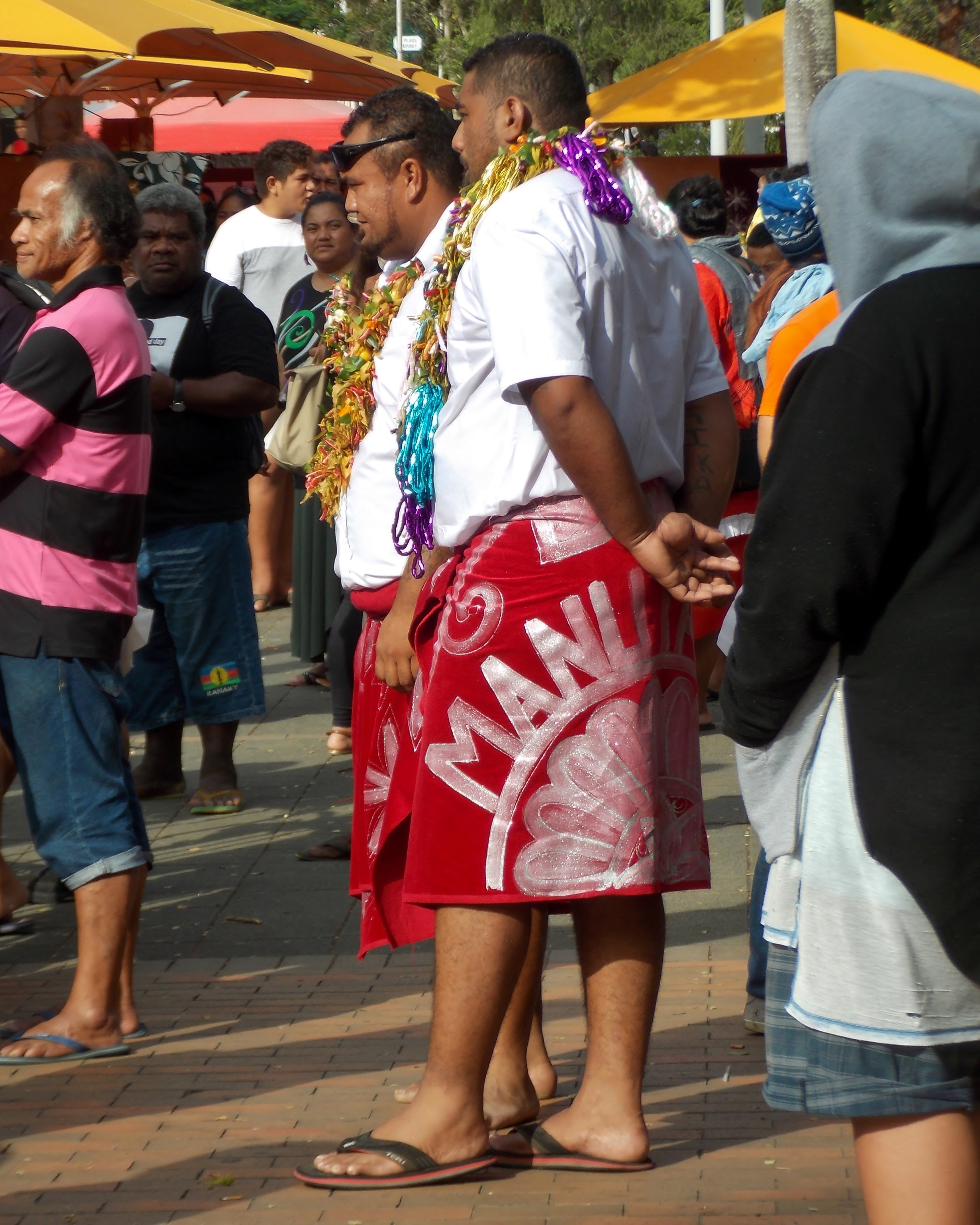
Deux Wallisiens et Futuniens de Nouvelle-Calédonie portant un manou (nom local du paréo), Nouméa, 2017.

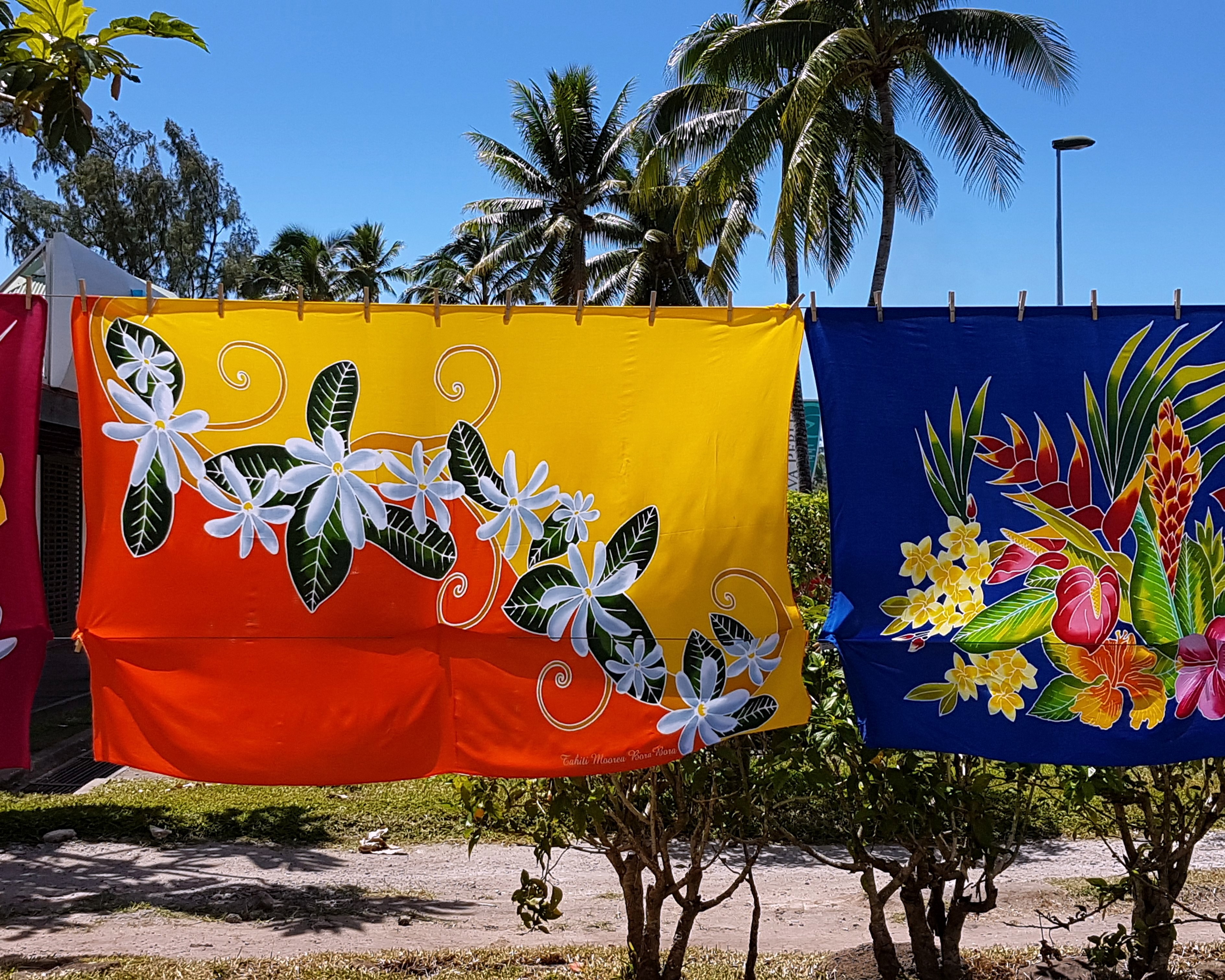
Plusieurs paréos accrochés sur un fil à linge, à Moorea en Polynésie française.

Le paréo ou pareo (pāreu en tahitien), appelé manou en Nouvelle-Calédonie et à Wallis-et-Futuna, lavalava aux Samoa et tupenu aux Tonga, est un vêtement fait d'un morceau de tissu coloré, qui trouve son origine en Polynésie.

## Utilisation
Le paréo est utilisé par les hommes comme un pagne, enroulé et noué autour de la taille. Les femmes élaborent des nouages plus sophistiqués pour se couvrir le corps avec. C'est un vêtement léger et coloré, adapté aux températures tropicales. Il s'est répandu en Occident pour cette raison, devenant un vêtement de plage. C'est un emblème de la vahiné, la femme polynésienne, présent par exemple dans de nombreuses toiles de Paul Gauguin.  
Il est peint à la main dans certains pays, comme en Polynésie française, et les motifs sont fleuris et de couleurs vives. Un paréo de Tahiti est généralement un tissu d'une pièce de deux mètres carrés. 

## Fabrication
Il existe diverses méthodes de fabrication manuelles : 
- diverses parties du tissu sont trempées dans des bains de teintures, pour créer des dégradés et des zones de couleurs différentes. Le paréo est ensuite étendu à plat au soleil. Des feuilles de fougères et des fleurs ou des modèles (patrons) sont déposés à sa surface, et modifient la couleur du tissu durant le séchage au soleil, imprégnant le paréo de motifs ;
- une autre méthode consiste à étendre la pièce de tissu, puis de dessiner les contours du motif à l'aide d'une ligne de cire. Les différentes couleurs sont ensuite appliquées à l'aide d'une éponge imbibée de teintures. Il est mis à sécher au soleil, puis lavé plusieurs fois pour retirer la cire et fixer les couleurs[1] ;
- ils peuvent également être brodés.

## Illustrations

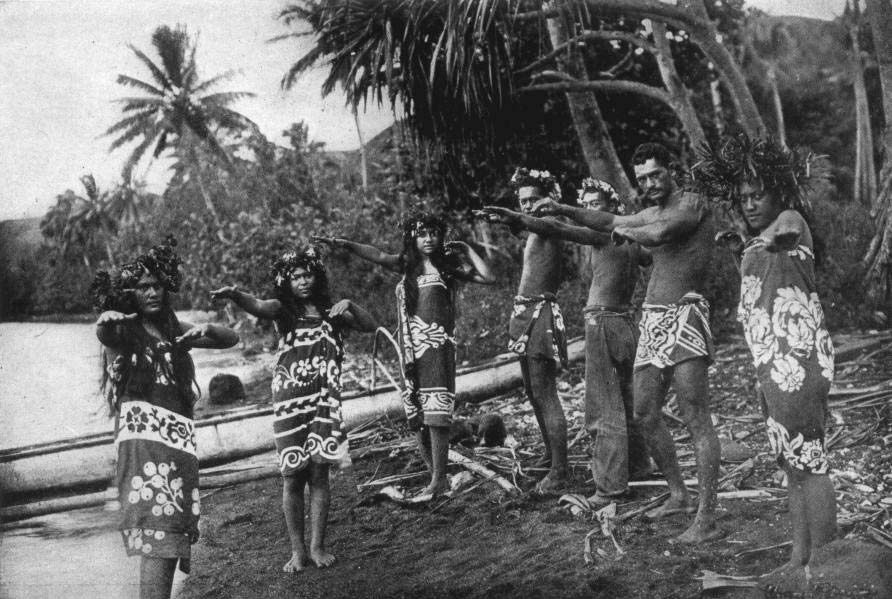
Des Marquisiens en paréo, vers 1909.
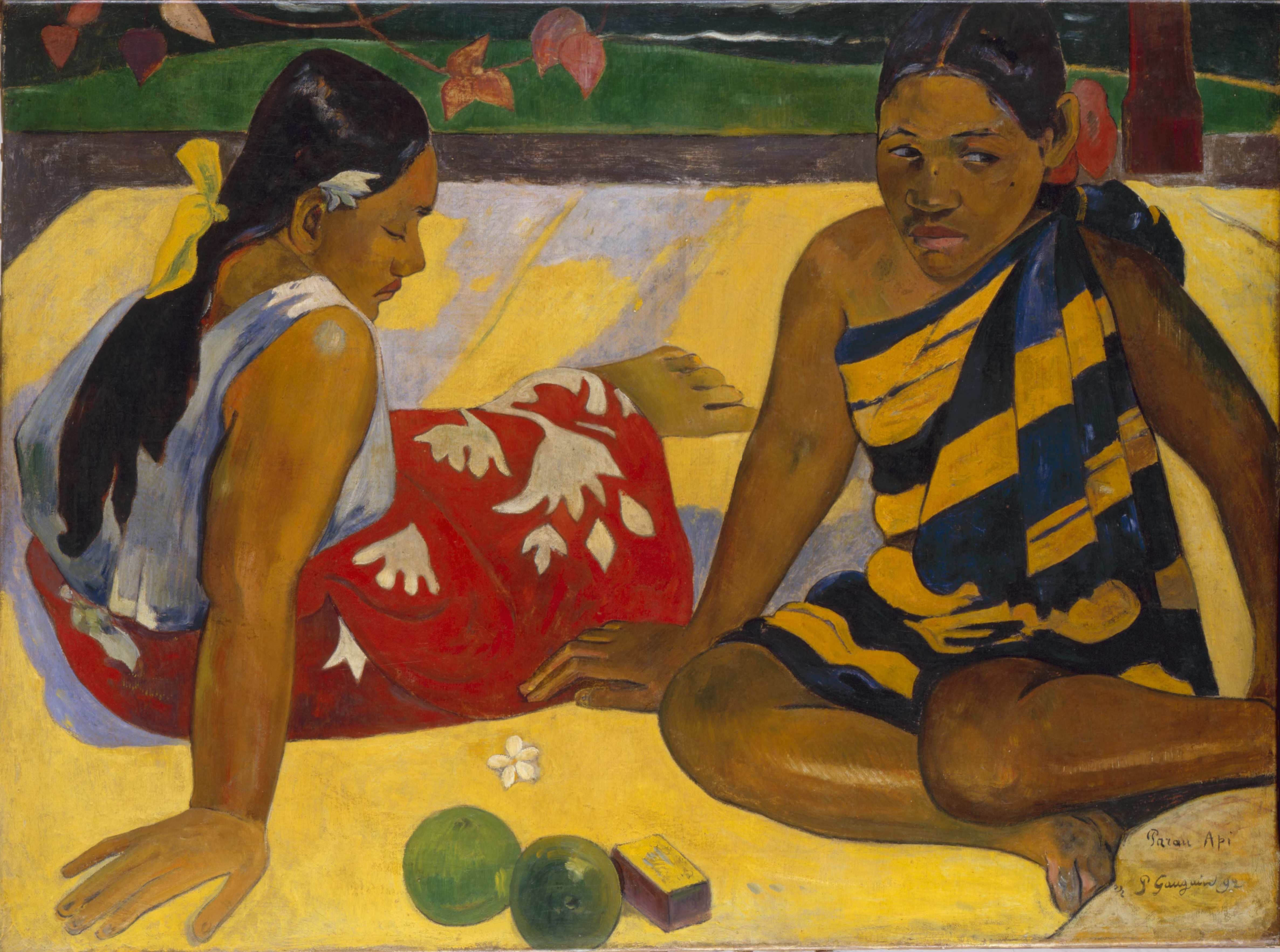
Deux vahinés en paréo, peintes par Paul Gauguin en 1892.
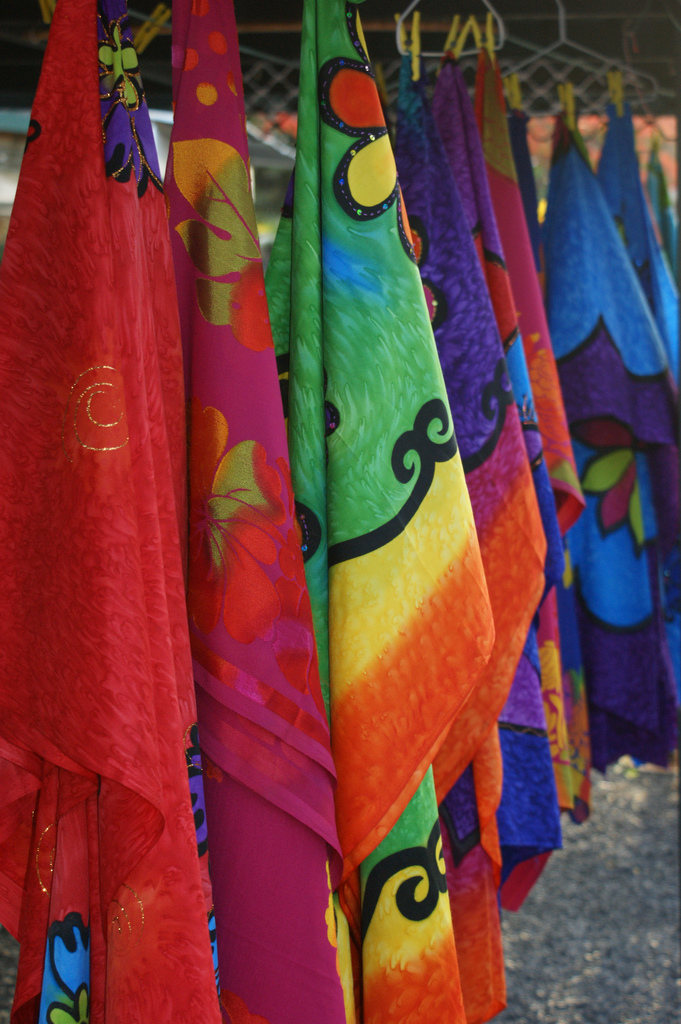
Paréos colorés à Rarotonga, Îles Cook.
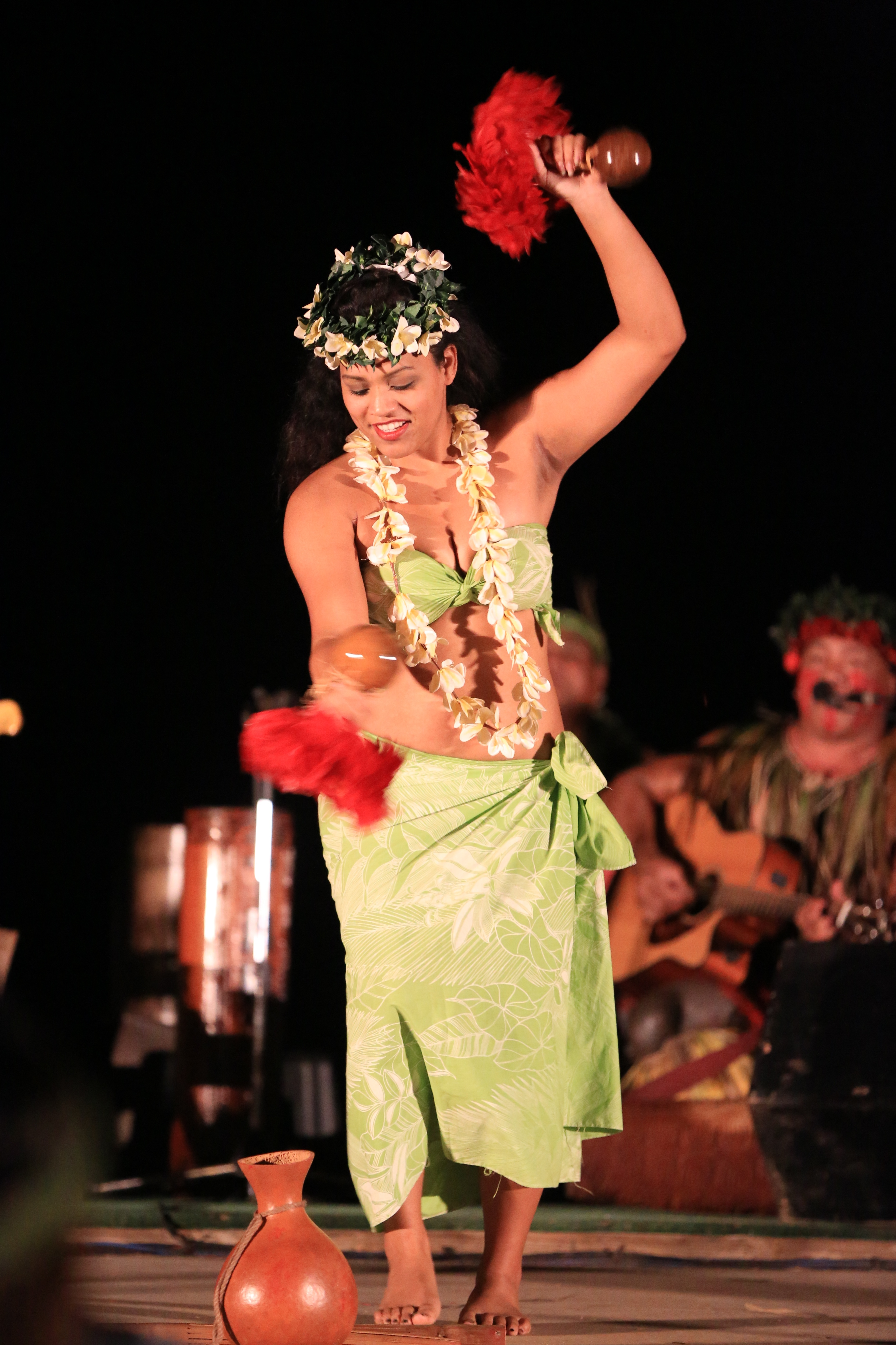
Une danseuse à Hawaï en 2014 portant un paréo attaché à la taille.